# 黒田庄町
黒田庄町（くろだしょうちょう）は、兵庫県のほぼ中央に位置していた町。旧多可郡。
2005年10月1日、西脇市と合併し、現在は西脇市黒田庄町となっている。

## 地理
田園風景が広がる。また、東経135度の子午線も通っている。
- 山 ：白山、畑瀬山
- 河川：加古川、門柳川

### 隣接していた自治体
※廃止当時
- 丹波市、西脇市、多可郡中町（現・多可町）

## 歴史
『播磨風土記』には「黒田里」と記され、鎌倉時代以降「黒田庄」と呼ばれた荘園名がそのまま町名になったとされる。
- 1889年（明治22年）4月1日 - 町村制の施行により、喜多村・大門村・津万井村・岡村・福地村・大伏村・門柳村・前坂村・黒田村・小苗村・船町村・田高村・石原村の区域をもって黒田庄村が発足。
- 1960年（昭和35年）1月1日 - 黒田庄村が町制施行して黒田庄町となる。
- 2005年（平成17年）10月1日 - 西脇市と合併し、改めて西脇市が発足（新設合併）。
- 2007年の県議会選挙では合併前の多可郡選挙区として扱われた。

## 行政

### 地域
旧町時代の大字。西脇市との合併後は、旧黒田庄町の各大字はすべて「西脇市黒田庄町○○」となっている。
- 石原
- 大伏
- 岡
- 喜多
- 黒田
- 小苗
- 田高
- 大門
- 津万井
- 西澤
- 福地
- 船町
- 前坂
- 門柳

総人口（2022年5月1日現在）
6,377人（男性3,084人。女性3,293人）

### 首長（旧多可郡当時のもの）
村長
- 初代村長：小西池仁左衛門（1889年5月23日 - 1897年5月26日）
- 2代村長：岡井理吉郎（1897年6月4日 - 1897年12月25日）
- 3代村長：小西池仁左衛門（1898年1月15日 - 1910年1月13日）
- 4代村長：村上延壽（1910年2月19日 - 1922年5月5日）
- 5代村長：大城戸宗七（1922年7月1日 - 1925年6月9日）
- 6代村長：荻野新右衛門（1925年11月7日 - 1938年10月8日）
- 7代村長：村上岩藏（1938年10月13日 - 1942年10月12日）
- 8代村長：藤本順二（1942年11月13日 - 1946年11月7日）
- 9代村長：宮崎増之助（1947年4月5日 - 1947年10月6日）
- 10代村長：石井徳三郎（1947年12月16日 - 1949年9月10日）
- 11代村長：宮崎増之助（1949年12月15日 - 1952年4月25日）
- 12代村長：宮崎増之助（1952年5月26日 - 1956年5月25日）

町長
- 初代町長：大城戸宗七（1956年5月26日 - 1964年3月30日）
- 2代町長：村上正一（1964年4月14日 - 1972年4月13日）
- 3代町長：藤本淳 （1972年4月14日 - 1984年10月27日）
- 4代町長：宮崎輝夫（1984年11月25日 - 1990年2月1日）
- 5代町長：藤本繁 （1990年3月4日 - 1998年3月3日）
- 6代町長：東野敏弘（1998年3月4日 - 2005年9月30日）

## 経済
主な産業は和牛、釣り針、繊維。

### 教育
- 西脇市立黒田庄中学校
- 西脇市立楠丘小学校
- 西脇市立桜丘小学校

## 交通
西脇と丹波市（旧氷上郡）との中間地点。JRと国道が加古川沿いを併走している。

### 鉄道路線
- 西日本旅客鉄道（JR西日本）
  - 加古川線：黒田庄駅 - 本黒田駅 - 船町口駅

### 道路
- 国道
  - 国道175号
- 都道府県道
  - 兵庫県道139号山南多可線
  - 兵庫県道294号黒田庄多井田線
  - 兵庫県道297号津万井西田線
  - 兵庫県道559号門柳大門線

## 名所・旧跡・観光スポット・祭事・催事

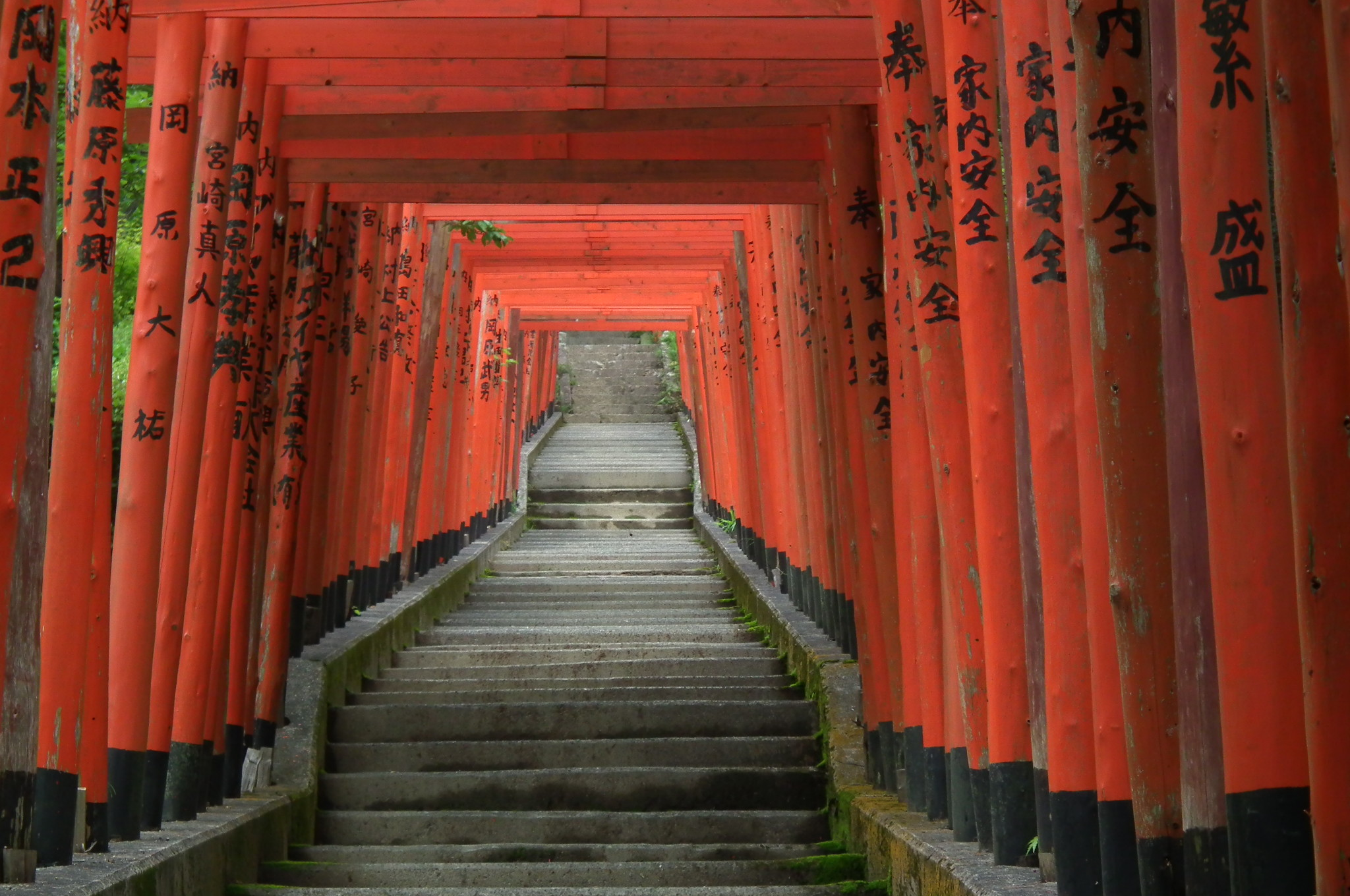
岡稲荷神社にある参道

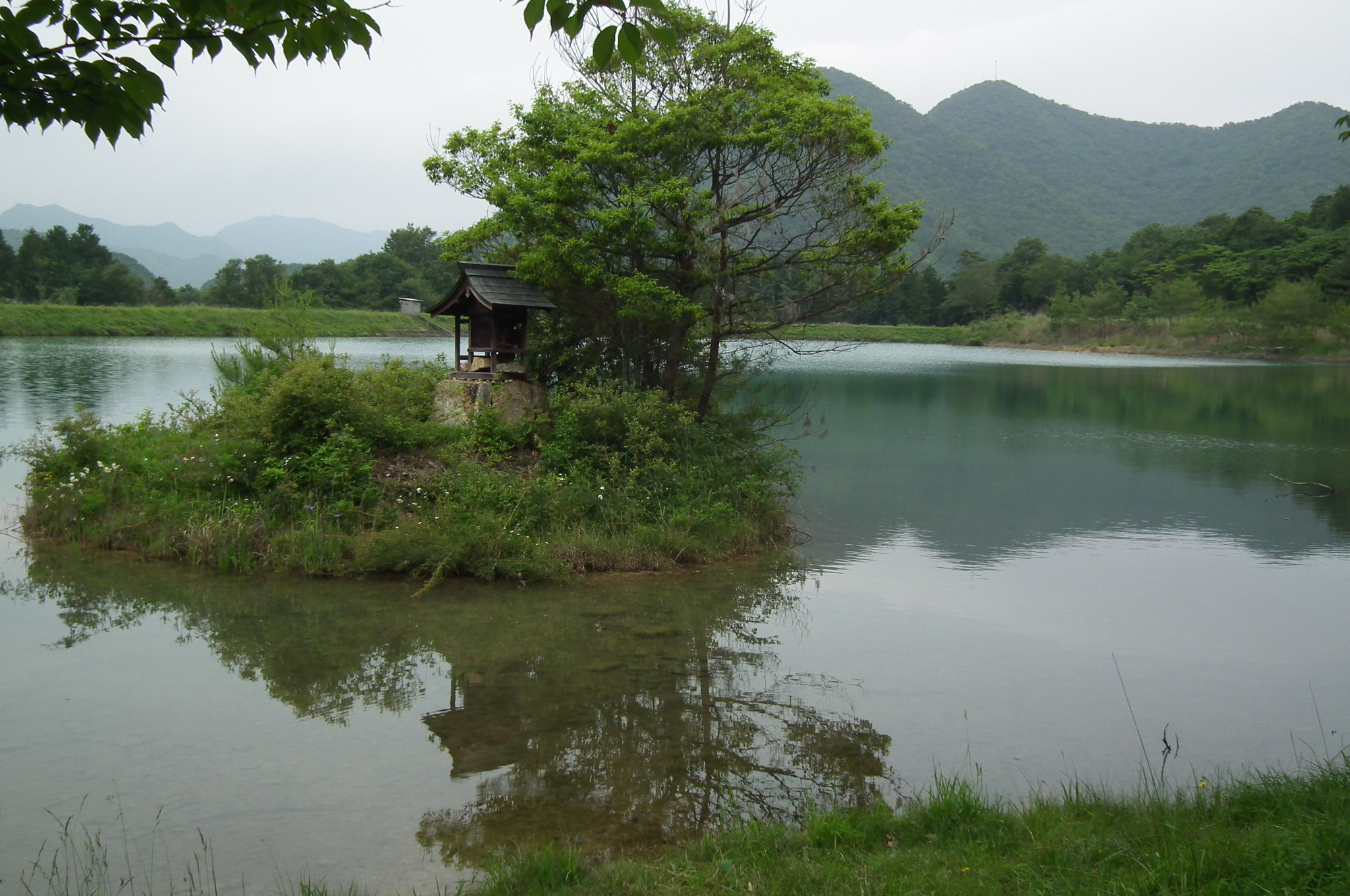
福谷公園と福谷池（黒田庄町岡）

- 荘厳寺 -  黒田官兵衛（孝高、如水）ゆかりの寺としても知られる。 多宝塔・本堂・三社八幡宮は県指定文化財。
- 岡稲荷神社 - 岡。
- 兵主神社 - 岡。 兵主神社拝殿は県指定文化財。
- 八王子神社 - 黒田。
- 瀧尾神社 - 黒田。
- 住吉神社 - 門柳。主祭神は表筒男命。
- 春日神社 - 田高[1]。
- 西光寺 - 石原。
- 東光禅寺 - 大門。
- 極楽寺 -  岡。
- 蛭子神社(船町えびす) -  船町。
- 喜多天満宮 - 喜多。
- 古奈為神社 - 小苗。 御祭神は木花開耶姫命、和産霊神。
- 大歳神社 - 前坂。
- 西澤八幡神社 - 西澤。
- 黒田氏発祥の碑
- 姥が懐(黒田家屋敷跡)
- 黒田城跡 (清綱稲荷大明神)
- 福谷公園
- 西脇市日本のへそ日時計の丘公園オートキャンプ場 - 日本オートキャンプ協会から5つ星の認定を受けたオートキャンプ場。
- 西脇市日本のへそ日時計の丘公園フォルクスガーデン - 秋谷池のすぐ手前にある。四季折々の自然が美しいイングリッシュガーデン。
- 緑と水の郷秋谷 - 2007年に実写版映画『火垂るの墓』の撮影が行われた「秋谷池」と遊歩道の先「 庵谷池 」は、水の美しさに魅せられながら自然に親しむことができます。池周辺は白山登山口でもあり、自然公園として遊歩道や駐車場が整備されている。
- 門柳川のホタル - 門柳川流域はホタルが生息している。

## 出身有名人
- トータス松本（ウルフルズ）
- 森脇浩司（元プロ野球選手・コーチ・監督）
- 甲斐野央（プロ野球選手、ソフトバンク2018年ドラフト1位）
- 福戸あや（ABCテレビアナウンサー）
- 森脇京子（脚本家）
- 4代目（当代）隅田川馬石（落語家）
- 藤原岩市（藤原機関長、日本帝国陸軍中佐、陸上自衛隊陸将）